# Michael Todd (musiker)
Michael Todd, eller Mic Todd (uttalas som engelska "Mike"), född 1980 i Kingston, New York, är en amerikansk musiker, basist i det progressiva rockbandet Coheed and Cambria.